# Monocentrus perexilicornis
Monocentrus perexilicornis är en insektsart som beskrevs av Boulard 1971. Monocentrus perexilicornis ingår i släktet Monocentrus och familjen hornstritar. Inga underarter finns listade i Catalogue of Life.